# Couture (Charente)
Pour les articles homonymes, voir Couture (homonymie).
Couture est une commune française du Sud-Ouest de la France, située dans le département de la Charente (région Nouvelle-Aquitaine).
Ses habitants sont les Couturois et les Couturoises.

## Géographie

### Localisation et accès
Couture est une commune du Nord-Charente située à 13 km au sud-est de Ruffec, dont elle est située au sud du canton.
Elle est aussi à 4 km à l'est d'Aunac où passe la Charente, 10 km au nord-est de Mansle, 12 km au sud-ouest de Champagne-Mouton et 33 km au nord d'Angoulême.
À l'écart des routes importantes, la commune est traversée par la D 26 qui va de Valence à Ruffec. La D 102 passe aussi au bourg et va de Saint-Gourson à Aunac. La N 10 entre Angoulême et Poitiers passe à 7 km à l'ouest du bourg.
La gare la plus proche est celle de Ruffec, desservie par des TER et TGV à destination d'Angoulême, Poitiers, Paris et Bordeaux.

### Hameaux et lieux-dits
La commune comporte quelques hameaux comme Lezier et les Gouffiers sur la route de Ruffec, et les Hâtes à l'est du bourg. Le hameau du Roule est en grande partie dans la commune voisine de Saint-Sulpice.

### Communes limitrophes
| Poursac            | Saint-Gourson |                         |
| Aunac-sur-Charente | Couture       | Saint-Sulpice-de-Ruffec |
|                    | Saint-Front   | Ventouse                |

### Géologie et relief
Géologiquement, la commune est dans le calcaire du Jurassique du Bassin aquitain, comme tout le Nord-Charente. Plus particulièrement, le Callovien occupe une moitié occidentale de la surface communale. Des altérites et dépôts du Tertiaire en provenance du Massif central sous forme d'argile à silex couvrent les hauteurs sur la moitié orientale,,.
Le relief de la commune est celui d'un plateau légèrement incliné vers le sud-ouest, d'une altitude moyenne de 110 m. Deux vallées le traversent du nord-est au sud-ouest. Le point culminant est à une altitude de 135 m, situé à l'extrémité nord. Le point le plus bas est à 79 m, situé le long de la Tiarde sur la limite sud-ouest. Le bourg, situé dans la vallée de la Tiarde, est à 90 m d'altitude.

### Hydrographie

#### Réseau hydrographique

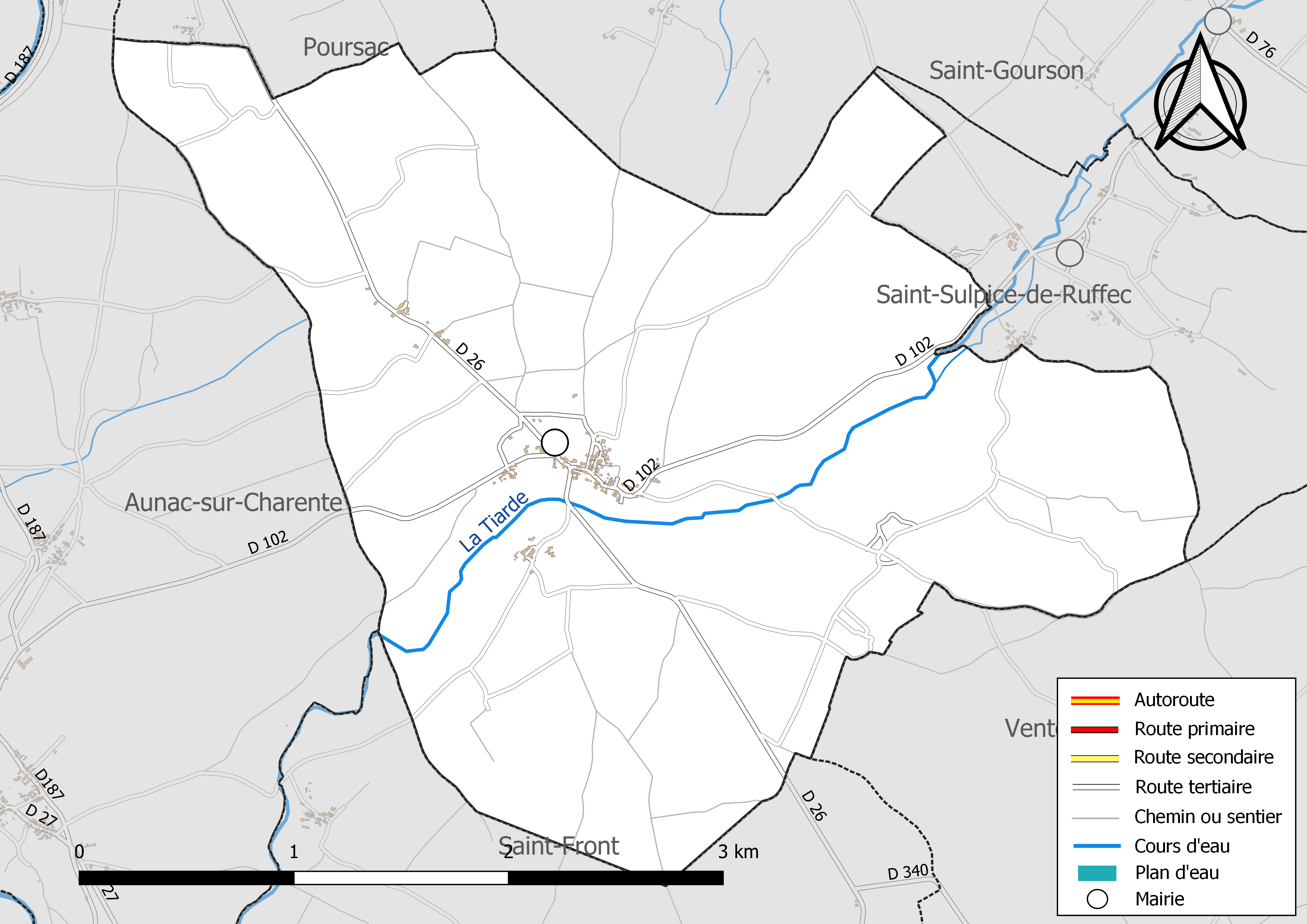
Réseaux hydrographique et routier de Couture.

La commune est située dans le bassin versant de la Charente au sein  du Bassin Adour-Garonne. Elle est drainée par la Tiarde et, qui constituent un réseau hydrographique de 4 km de longueur totale,.
La Tiarde, affluent du Son-Sonnette et sous-affluent de la Charente, traverse la commune du nord-est au sud-ouest et passe au pied du bourg, situé sur sa rive droite.

#### Gestion des eaux
Le territoire communal est couvert par le schéma d'aménagement et de gestion des eaux (SAGE) « Charente ». Ce document de planification, dont le territoire correspond au bassin de la Charente, d'une superficie de 9 300 km2, a été approuvé le 19 novembre 2019. La structure porteuse de l'élaboration et de la mise en œuvre est l'établissement public territorial de bassin Charente. Il définit sur son territoire les objectifs généraux d’utilisation, de mise en valeur et de protection quantitative et qualitative des ressources en eau superficielle et souterraine, en respect des objectifs de qualité définis dans le troisième SDAGE  du Bassin Adour-Garonne qui couvre la période 2022-2027, approuvé le 10 mars 2022.

### Climat
Comme dans les trois quarts sud et ouest du département, le climat est océanique aquitain.

## Urbanisme

### Typologie
Au 1er janvier 2024, Couture est catégorisée commune rurale à habitat très dispersé, selon la nouvelle grille communale de densité à 7 niveaux définie par l'Insee en 2022.
Elle est située hors unité urbaine et hors attraction des villes,.

### Occupation des sols
L'occupation des sols de la commune, telle qu'elle ressort de la base de données européenne d’occupation biophysique des sols Corine Land Cover (CLC), est marquée par l'importance des territoires agricoles (83,4 % en 2018), une proportion identique à celle de 1990 (83,4 %). La répartition détaillée en 2018 est la suivante : 
terres arables (63 %), zones agricoles hétérogènes (17,9 %), forêts (11,8 %), zones urbanisées (4,8 %), prairies (2,4 %). L'évolution de l’occupation des sols de la commune et de ses infrastructures peut être observée sur les différentes représentations cartographiques du territoire : la carte de Cassini (XVIIIe siècle), la carte d'état-major (1820-1866) et les cartes ou photos aériennes de l'IGN pour la période actuelle (1950 à aujourd'hui).

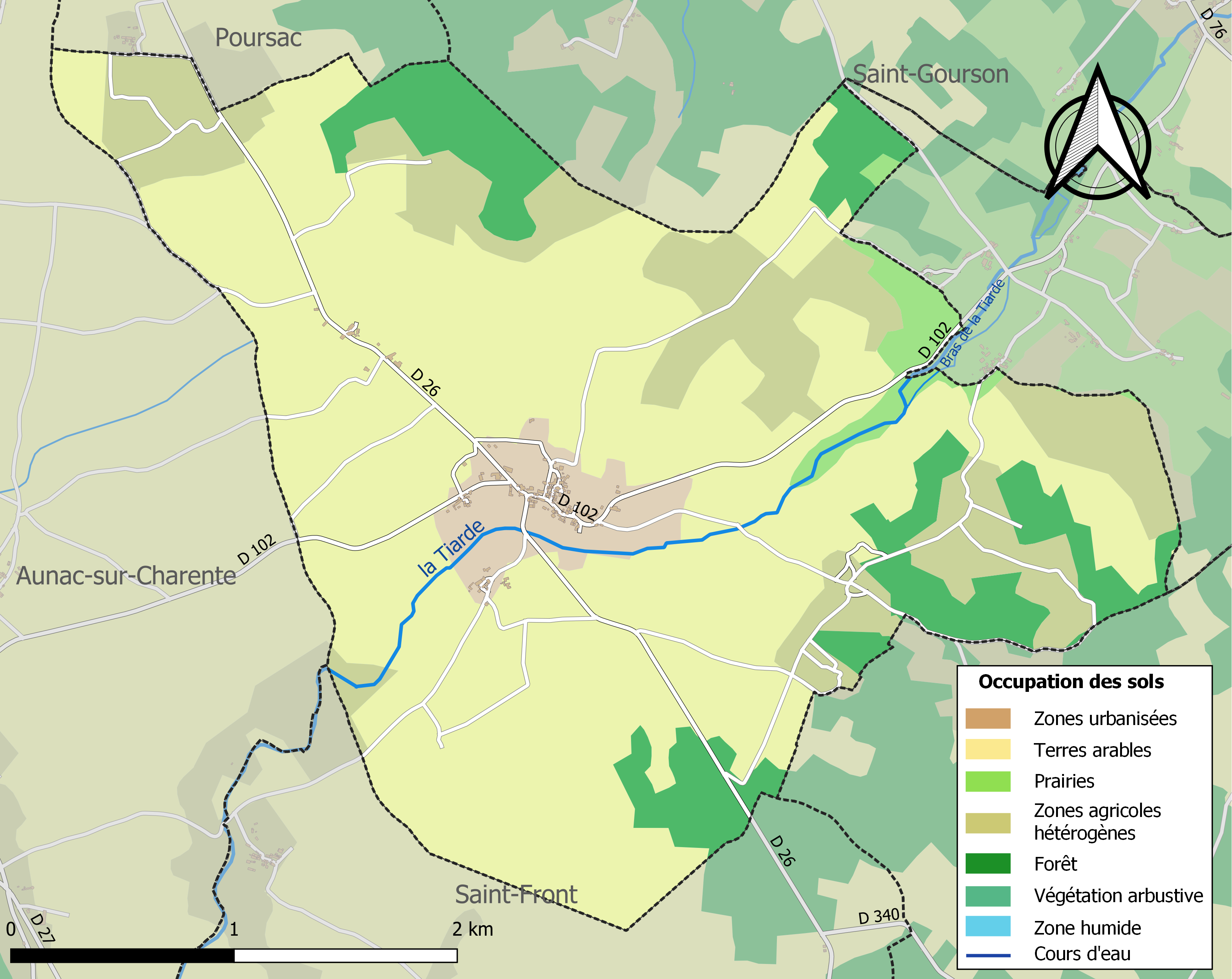
Carte des infrastructures et de l'occupation des sols de la commune en 2018 (CLC).

### Risques majeurs
Le territoire de la commune de Couture est vulnérable à différents aléas naturels : météorologiques (tempête, orage, neige, grand froid, canicule ou sécheresse) et séisme (sismicité modérée). Un site publié par le BRGM permet d'évaluer simplement et rapidement les risques d'un bien localisé soit par son adresse soit par le numéro de sa parcelle.

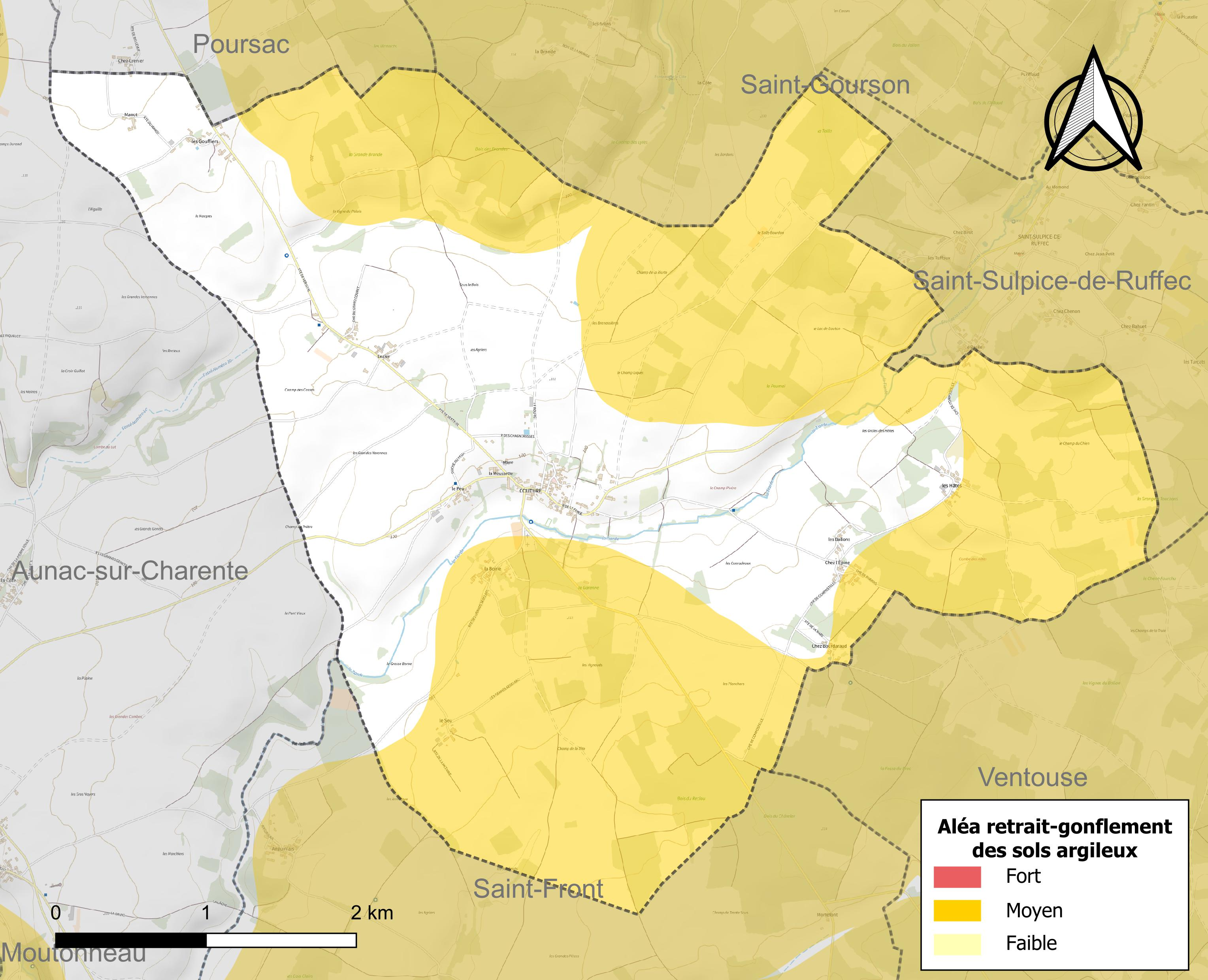
Carte des zones d'aléa retrait-gonflement des sols argileux de Couture.

Le retrait-gonflement des sols argileux est susceptible d'engendrer des dommages importants aux bâtiments en cas d’alternance de périodes de sécheresse et de pluie. 57 % de la superficie communale est en aléa moyen ou fort (67,4 % au niveau départemental et 48,5 % au niveau national). Sur les 128 bâtiments dénombrés sur la commune en 2019,  26 sont en aléa moyen ou fort, soit 20 %, à comparer aux 81 % au niveau départemental et 54 % au niveau national. Une cartographie de l'exposition du territoire national au retrait gonflement des sols argileux est disponible sur le site du BRGM,.
Par ailleurs, afin de mieux appréhender le risque d’affaissement de terrain, l'inventaire national des cavités souterraines permet de localiser celles situées sur la commune.
La commune a été reconnue en état de catastrophe naturelle au titre des dommages causés par les inondations et coulées de boue survenues en 1982, 1983 et 1999. Concernant les mouvements de terrains, la commune a été reconnue en état de catastrophe naturelle au titre des dommages causés par des mouvements de terrain en 1999.

## Toponymie
Une forme ancienne est Cultura au XIIIe siècle.
La paroisse est nommée Couture d'Aulnac sur la carte de Cassini (XVIIIe siècle), car elle jouxte Aulnac.
L'origine du nom de Couture remonte au latin cultura, terre labourée, la culture par excellence,,.

## Histoire
Un ancien chemin de direction nord-ouest (Saint-Front à Verteuil) fait la limite de la commune et du canton à l'ouest.
L'église de Couture était le siège d'un prieuré, membre de l'abbaye de Nanteuil, qui ne semble pas avoir été conventuel.
Les plus anciens registres paroissiaux remontent à 1715.

## Administration
| Période                                  | Période  | Identité                 | Étiquette | Qualité                     |
| ---------------------------------------- | -------- | ------------------------ | --------- | --------------------------- |
| Les données manquantes sont à compléter. |          |                          |           |                             |
| 1995                                     | 2008     | Françoise Perrin         |           |                             |
| 2008                                     | En cours | Jacqueline Ducloux-Ruzek | SE        | Retraitée de l'enseignement |

## Démographie

### Évolution démographique
L'évolution du nombre d'habitants est connue à travers les recensements de la population effectués dans la commune depuis 1793. Pour les communes de moins de 10 000 habitants, une enquête de recensement portant sur toute la population est réalisée tous les cinq ans, les populations de référence des années intermédiaires étant quant à elles estimées par interpolation ou extrapolation. Pour la commune, le premier recensement exhaustif entrant dans le cadre du nouveau dispositif a été réalisé en 2004.

En 2022, la commune comptait 173 habitants, en évolution de +10,19 % par rapport à 2016 (Charente : −0,48 %, France hors Mayotte : +2,11 %).
| 1793 | 1800 | 1806 | 1821 | 1831 | 1841 | 1846 | 1851 | 1856 |
| ---- | ---- | ---- | ---- | ---- | ---- | ---- | ---- | ---- |
| 553  | 620  | 600  | 645  | 700  | 728  | 750  | 734  | 708  |

| 1861 | 1866 | 1872 | 1876 | 1881 | 1886 | 1891 | 1896 | 1901 |
| ---- | ---- | ---- | ---- | ---- | ---- | ---- | ---- | ---- |
| 643  | 680  | 557  | 568  | 560  | 544  | 512  | 445  | 441  |

| 1906 | 1911 | 1921 | 1926 | 1931 | 1936 | 1946 | 1954 | 1962 |
| ---- | ---- | ---- | ---- | ---- | ---- | ---- | ---- | ---- |
| 449  | 418  | 344  | 365  | 341  | 357  | 326  | 275  | 269  |

| 1968 | 1975 | 1982 | 1990 | 1999 | 2004 | 2006 | 2009 | 2014 |
| ---- | ---- | ---- | ---- | ---- | ---- | ---- | ---- | ---- |
| 252  | 210  | 206  | 177  | 158  | 160  | 159  | 164  | 158  |

| 2019 | 2022 | - | - | - | - | - | - | - |
| ---- | ---- | - | - | - | - | - | - | - |
| 165  | 173  | - | - | - | - | - | - | - |

### Pyramide des âges
La population de la commune est relativement âgée.
En 2018, le taux de personnes d'un âge inférieur à 30 ans s'élève à 26,1 %, soit en dessous de la moyenne départementale (30,2 %). À l'inverse, le taux de personnes d'âge supérieur à 60 ans est de 43,6 % la même année, alors qu'il est de 32,3 % au niveau départemental.
En 2018, la commune comptait 84 hommes pour 78 femmes, soit un taux de 51,85 % d'hommes, largement supérieur au taux départemental (48,41 %).
Les pyramides des âges de la commune et du département s'établissent comme suit.
| Hommes | Classe d’âge | Femmes |
| ------ | ------------ | ------ |
| 2,3    | 90 ou +      | 2,5    |
| 10,5   | 75-89 ans    | 13,9   |
| 24,4   | 60-74 ans    | 34,2   |
| 22,1   | 45-59 ans    | 12,7   |
| 11,6   | 30-44 ans    | 13,9   |
| 10,5   | 15-29 ans    | 8,9    |
| 18,6   | 0-14 ans     | 13,9   |

| Hommes | Classe d’âge | Femmes |
| ------ | ------------ | ------ |
| 1      | 90 ou +      | 2,7    |
| 9,2    | 75-89 ans    | 12     |
| 20,6   | 60-74 ans    | 21,3   |
| 20,7   | 45-59 ans    | 20,3   |
| 16,8   | 30-44 ans    | 16     |
| 15,6   | 15-29 ans    | 13,4   |
| 16,1   | 0-14 ans     | 14,3   |

## Lieux et monuments
- L'église paroissiale Saint-Hilaire est remarquable par son clocher. Elle est inscrite aux monuments historiques depuis 1925[31].

L'église de Couture
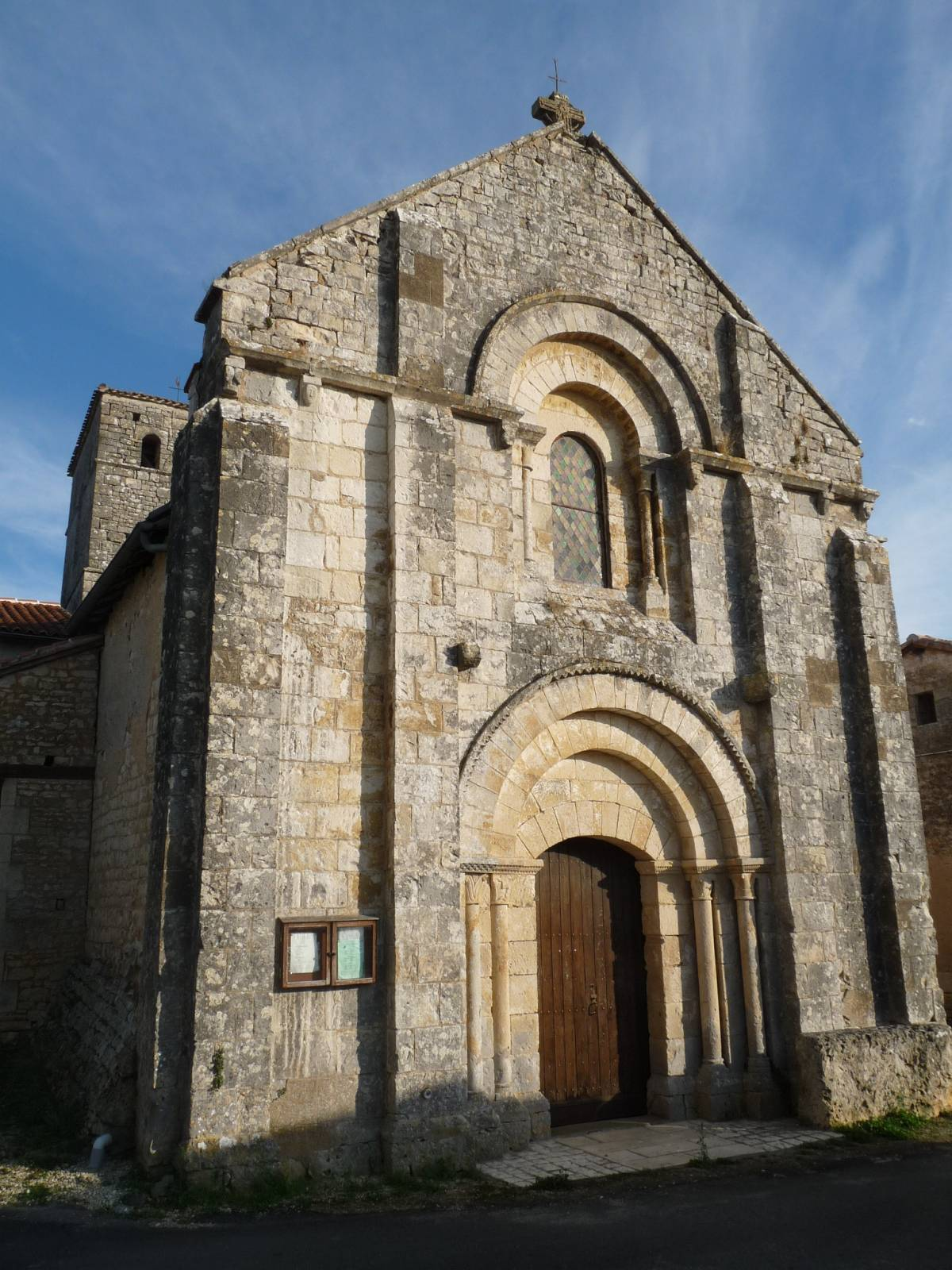
La façade
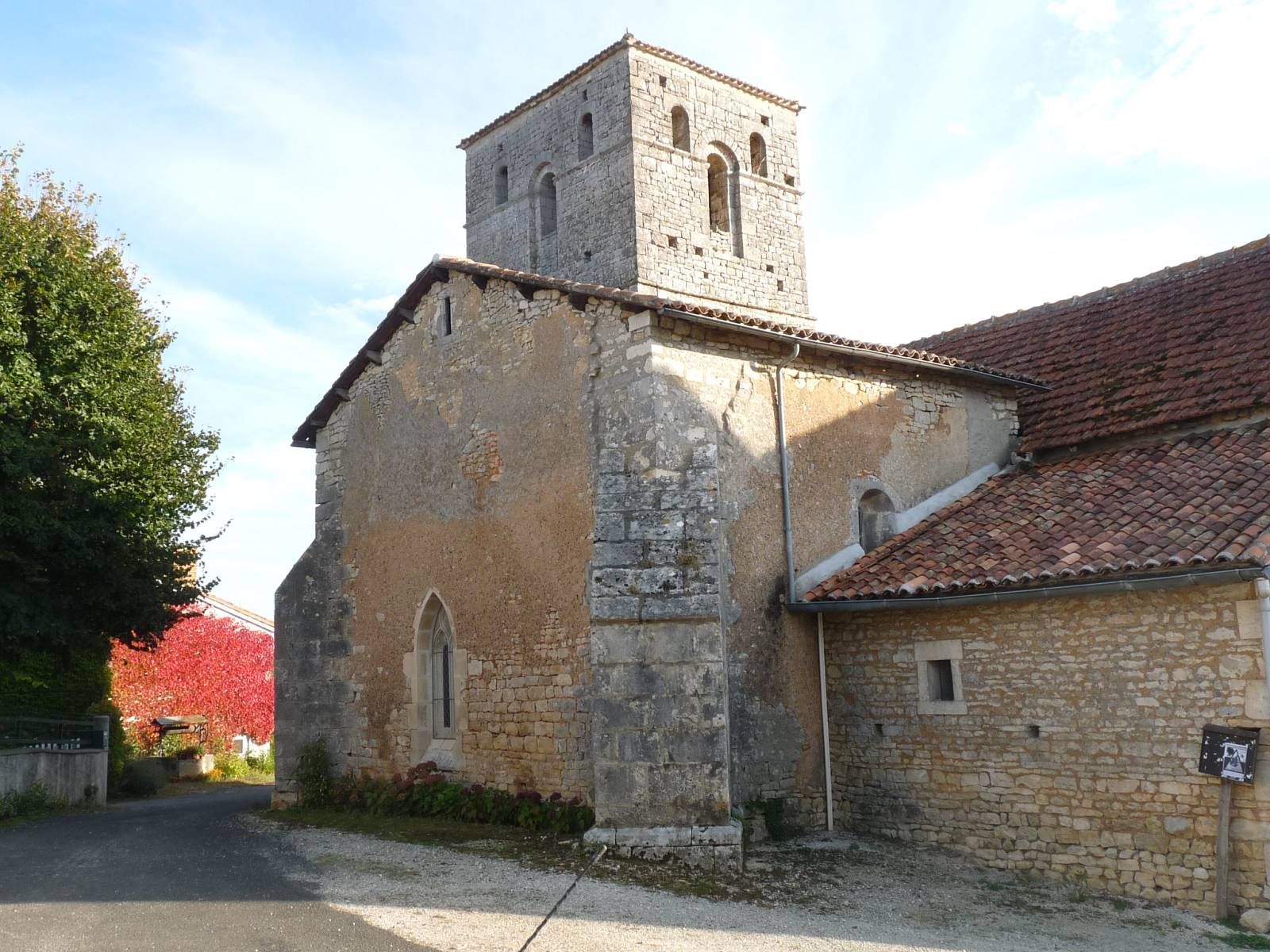
Vue latérale
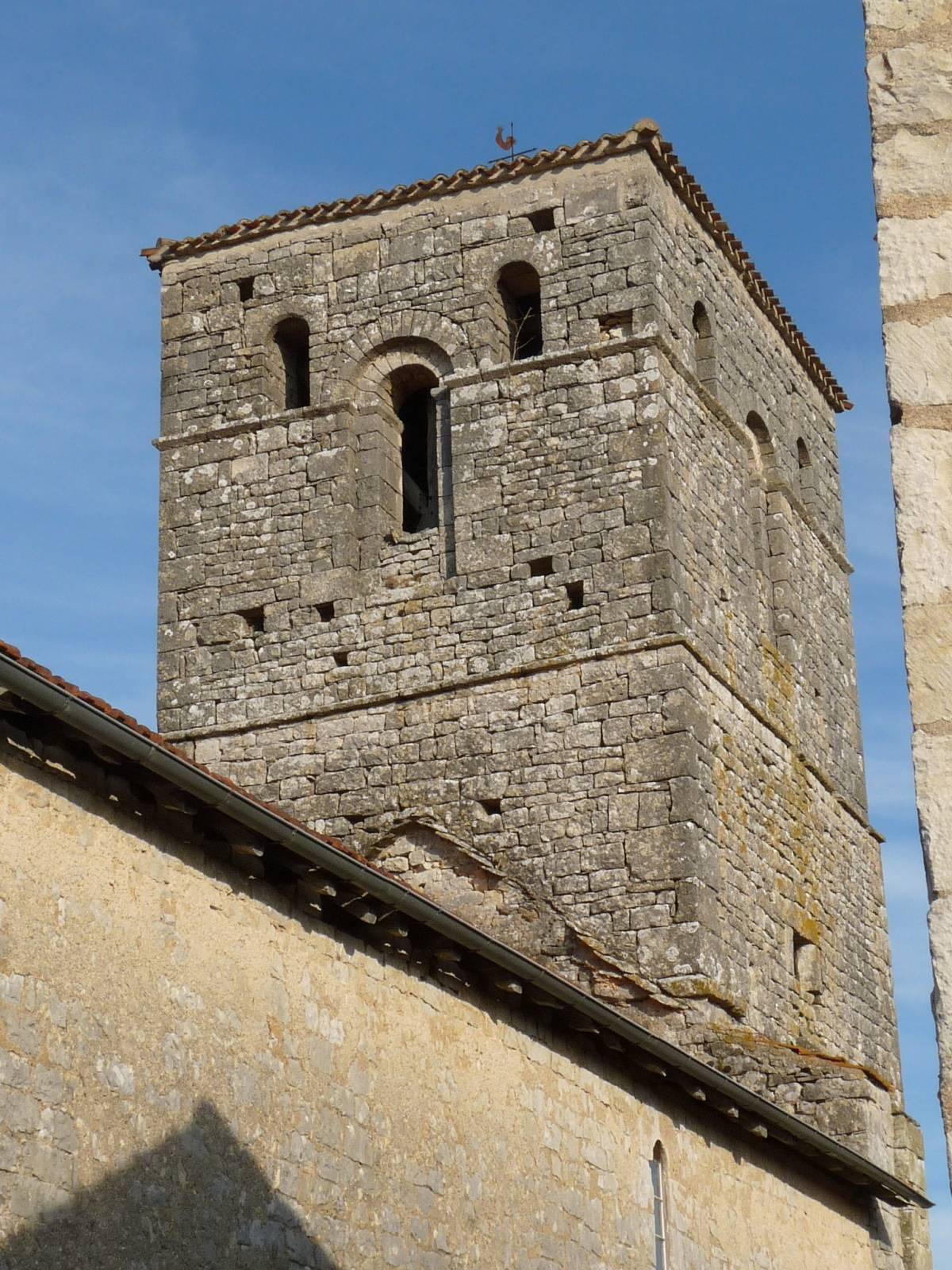
Le clocher